# Флаг Омутнинского района
Флаг муниципального образования Омутни́нский муниципальный район Кировской области Российской Федерации — опознавательно-правовой знак, являющийся вторым (после герба) по значимости официальным символом муниципального образования. Флаг служит средством визуальной идентификации Омутнинского района в тех случаях и ситуациях, когда для данной цели невозможно или недостаточно использование герба Омутнинского района.
Флаг утверждён 26 ноября 2008 года и внесён в Государственный геральдический регистр Российской Федерации с присвоением регистрационного номера 4624.

## Описание
«Флаг муниципального образования Омутнинский муниципальный район Кировской области представляет собой прямоугольное полотнище с отношением ширины флага к длине — 2:3, воспроизводящее композицию герба муниципального образования Омутнинский муниципальный район Кировской области в синем, красном, зелёном и жёлтом цветах. Композиция герба располагается на флаге по центру».
Геральдическое описание герба гласит: «В пересечённом золотом и лазоревом поле щита в золоте червлёный ковш-братина, сопровождаемый по сторонам двумя зелёными елями, полный золотого расплавленного металла, изливающегося поверх всего золотою же струёю; в лазури золотой безант, обременённый сообразно изогнутой червлёной ящерицей — саламандрой и сопровождаемый по сторонам отходящими от него десятью золотыми искрами (по пять искр с каждой стороны)».

## Символика
Жёлтый цвет верхней части флаг — цвет флага Кировской области;
Синий цвет в нижней части флага — изображён в виде омута — ямы в русле реки, говорит о водной составляющей природной среды Омутнинского района — реках Вятка и Омутная; именно омуты послужили основой для названия как самой реки Омутной, так и города Омутнинска и Омутнинского района;
Братина — символизирует совместный труд всех жителей района по улучшению жизни и быта, уровня благосостояния населения.
Ели говорят о богатстве природы.
Красная ящерица — саламандра, свернувшаяся кольцом, образует букву «О» — начальную букву названия района, символизирует очищающую силу огня, храбрость, мужество и стойкость, химические знания, позволяющие варить редкие сорта сталей, производить лекарственные препараты;
Количество искр соответствует количеству муниципальных образований, созданных на территории Омутнинского района на день перехода на новую форму местного самоуправления в 2006 году.
Жёлтый цвет (золото) олицетворяет богатство и постоянство.
Синий цвет — честь, славу и верность.
Красный цвет — любовь, силу, мужество и храбрость.
Зелёный цвет — надежду, свободу и здоровье.